# Кондратовская, Надежда Дмитриевна
Наде́жда Дми́триевна Кондрато́вская (укр. Надія Дмитрівна Кондратовська; род. 16 июля 1951 года, Львов, Украинская ССР) — украинская актриса. Жена Александра Бондаренко. Заслуженная артистка Украины (2009). Народная артистка Украины (2018).

## Биография
В 1974 году окончила Киевский институт театрального искусства (преподаватель — А. Соломарский). С того же года работает во Львовском украинском драматическом театре им. М. Заньковецкой. С 1978 года — актриса Национального театра русской драмы им. Леси Украинки.